# Krzysztof Ryszard Szymański
Krzysztof Ryszard Szymański (ur. 1956) – generał brygady Wojska Polskiego w stanie spoczynku, dyrektor Gabinetu Szefa Biura Bezpieczeństwa Narodowego.

## Przebieg służby
W 1975 roku rozpoczął służbę wojskową w 2 Pułku Zmechanizowanym.
Do 1985 roku pełnił służbę w Kompanii Reprezentacyjnej Wojska Polskiego.
Od 1985 do 1991 był wykładowcą w Studium Wojskowym Szkoły Głównej Planowania i Statystyki w Warszawie.
Następnie na stanowiskach szefa sekretariatu wiceministra obrony narodowej do spraw polityki obronnej, asystenta szefa Gabinetu Prezydenta RP i (od 1996) szefa wydziału Departamentu Współpracy z Organizacją Traktatu Północnoatlantyckiego.
Od 1997 do 2002 na stanowisku oficera łącznikowego w SHAPE, następnie w Zespole Kontaktowym, a od przystąpienia Polski do NATO w maju 1999 – w Polskim Przedstawicielstwie Narodowym.
Od 2003 szef sekretariatu podsekretarza stanu w MON do spraw polityki obronnej.
Od 2006 – attaché obrony, wojskowy, morski i lotniczy przy Przedstawicielstwie Dyplomatycznym RP w Wielkiej Brytanii.
Od września 2010 r. na stanowisku dyrektora Gabinetu Szefa Biura Bezpieczeństwa Narodowego. 30 czerwca 2016 zakończył zawodową służbę wojskową, przechodząc w stan spoczynku.

## Wykształcenie
Absolwent (w 1980) Wyższej Szkoły Oficerskiej Wojsk Zmechanizowanych i Centrum Doskonalenia Oficerów WP (w 1985).
Ukończył studia na wydziale dziennikarstwa Uniwersytetu Warszawskiego i studium podyplomowe służby zagranicznej w Polskim Instytucie Spraw Międzynarodowych.
Brał udział w międzynarodowych kursach w Szkole NATO w Oberammergau (kurs specjalny dla CSCE State; kurs oficerów sztabowych) oraz w Agencji Informacyjnej Stanów Zjednoczonych w Waszyngtonie (kurs pn. rola wojska w społeczeństwie demokratycznym).

## Awanse generalskie
- generał brygady – 9 sierpnia 2011[1]